# Sanāj
Sanāj (persiska: سناج, Senāj, سِناج) är en ort i Iran.   Den ligger i provinsen Hamadan, i den nordvästra delen av landet, 230 km väster om huvudstaden Teheran. Sanāj ligger 1 643 meter över havet och antalet invånare är 746.
Terrängen runt Sanāj är en högslätt, och sluttar söderut.Runt Sanāj är det ganska tätbefolkat, med 199 invånare per kvadratkilometer. Närmaste större samhälle är Fāmenīn, 5,0 km väster om Sanāj. Trakten runt Sanāj består till största delen av jordbruksmark.